# Ина Гартен
Ина Гартен (енгл. Ina Garten; Бруклин, 2. фебруар 1948) је америчка кулинарска водитељка, новинарка и списатељица. Ради на телевизији Food Network  у оквиру емисије Barefoot Contessa.
Гартенина свекрва купила јој је претплату на емисију Time Life и утицала на то да кува. Касније се ослањала на интуицију и повратне информације пријатеља и како би правиле своје рецепте. Водили су је кроз каријеру првенствено Ели Забар и кулинарка Марта Стјуарт. Међу њеним јелима су cœur à la crème, мајонез од целера, клафути и поједностављена верзија говеђег бујона. Њена кулинарска каријера почела је трговином гурманске хране; Гартен је затим проширила своје активности на неколико најпродаванијих куварских књига, колумни у часописима, брендираних производа за употребу и популарне телевизијске емисије на каналу Food Network.

## Детињство и младост
Ина Розсенберг (девојачко презиме) је рођена у јеврејској породици у Бруклину а одрасла у Стамфорду у држави Конектикат; Гартен је једно од двоје деце рођене Чарлсу Розенбергу, хирургу специјализованом отоларингологу, и његовој супрузи Фиренци. Охрабрена да има одличне оцене у школи, показала је способност за науку и рекла је да користи свој научни начин размишљања, док експериментише са рецептима. Гартенина мајка (интелектуалка која је заинтересована за оперу) одвратила је Ину од помагања у кухињи, и усмеравала је на учење и школу. Гартен је свог оца описала као социјализатора, и признаје да дели више карактеристика са њим него њена мајка.
Са 15 година је упознала свог будућег мужа Џефрија Гартена на путу да посети брата на факултету. Након средње школе похађала је Универзитет у Сиракузи, али је одлагала своје школске активности како би се удала.

## Каријера
Дана 22. децембра 1968, Ина и Џефри су се венчали у Стамфорду и убрзо су се преселили у Форт Браг, Северна Каролина. Почела је да се бави кувањем у настојању да убије своје време; Џефри је служио четворогодишњи војни рок током рата у Вијетнаму. Такође је стекао лиценцу пилота. Након што је њен супруг одслужио војну службу, пар је отпутовао у Париз, Француска, на четверомесечни одмор и камповање; путовање је подстакло њену љубав према француској кухињи. Током овог путовања упозната је са тржиштима на отвореном, производњом штандова и свежим састојцима за кување. По повратку у САД, почела је да повећава своје кулинарске способности проучавајући књиге Џулије Чајлд, овладавање уметношћу француског кувања. За то време, недељне вечере претвориле су се у традицију, а она је усавршавала своје вештине у кући када су се са супругом преселили у Вашингтон 1972. године.
У Вашнгтону је Ина радила у Белој кући док је на Универзитету Џорџ Вашингтон радила на мастер раду; Џефри је радио у Стејт Департменту, завршавајући студије. Гартен је првобитно била запослена као помоћник у влади на ниском нивоу и попела се политичком мердевином до Канцеларије за управљање и буџет. На крају јој је додељено место аналитичара буџета, што је подразумевало писање буџета о нуклеарној енергији и правилника о постројењима за нуклеарну центрифугу за председнике Џимија Картера и Џералда Форда.
Оптерећена притисцима свог рада, Гартен се поново окренула забави. Профит од продаје хране дао јој је средства да изврши следећу куповину, продавницу специјалне хране Barefoot Contessa.

### Barefoot Contess продавница
Гартен је напустила владин посао 1978. године након што је на Вестхамптон Бичу у Њујорку видела понуду за специјалну продавницу хране величине 400 квадратних метара (37 m²) названу Barefoot Contessa. "Мој посао у Вашнгтону био је интелектуално узбудљив и стимулативан, али то уопште нисам била ја", објаснила је четири године касније.
Након путовања, разгледала је продавницу и донела брзоплету одлуку да је купи и преселила се у Њујорк да преузме власништво. Продавница је добила име по оригиналном власнику у знак филма 1954. у коме је глумила Ава Гарднер. Гартен је задржала име када га је преузела; добро се спојила с њеном идејом о "елегантном, али земљаном" начину живота. Иронично је да 2006. године није гледала филм.
У року од годину дана, Гартен је преселила продавницу преко главне улице у већи локал који је брзо прерастао. Године 1985. продавница се поново преселила у нове испражњене просторије гурманске продавнице Dean & DeLuca у просперитетном селу Лонг Хамланд на Лонг Ајленду. Насупрот сезонској атмосфери на плажи у источном Хемптону се налази заједница која ради током читаве године, пружајући већу, богатију базу купаца. У Хемптону, Гартен је продавницу проширила седам пута више од првобитне величине (од првобитних 37 m² до више од 280 m²). У овом новом, већем простору, продавница се специјализовала за егзотичне деликатесе као што су салата од јастога, кавијар, увезени сиреви и производи домаће производње.
Иако је сама много кувала, Гартен је такође запошљавала локалне куваре и пекаре како је посао растао. Гартен је рекла да је Ели Забар заслужна за инспирацију за њен главни начин кувања, у коме је "све што требате учинити да кувате да бисте побољшали састојке." .
Године 1996. године, после две деценије пословања у локалу, Гартен се опет нашла у потрази за променом; продала је продавницу двема запосленима, Ејми Форст и Паркеру Хоџсу, али је задржала власништво над самом зградом. Несигурна шта да ради следеће, она је скинула шестомесечни сабат са кулинарске сцене и изградила канцеларије изнад радње. Тамо је проучавала берзу и покушала да нацрта планове за потенцијалне пословне подухвате. У то време, њена веб страница постала је популарнија када је почела да нуди кафе и неколико других предмета за куповину на мрежи.
До 2003. године, Barefoot Contessa постао је окупљалиште источног Хемптона - режисерка Ненси Мајерс је чак одабрала трговину као један од комплета за филм Something's Gotta Give у коме глуме Џек Николсон и Дајана Китон. Продавница је трајно затворена 2004. године, када је истекао закуп имовине и преговори нису успели између Гартен (која је и даље власница зграде) и нових власника. Наводно је Гартен тактички одбила да преговара о преговорима о закупу да би повратио контролу над продавницом након што су Форст и Хоџс изгубили посао од конкурента. Гартен није поново отворила радњу, већ је задржао имање за потенцијалне нове станаре.

### Кувари
Године 1999. Гартен се поново посветила пажњи на издаваштво. У свом спаваћем бестселеру, The Barefoot Contessa Cookbook, и даље је користила име свог пређашњег локала. Књига је далеко премашила очекивања Ине и издавача Кларксон Потера, садржећи рецепте који су учинили да њена продавница постане успешна. Гартен је на крају продала преко 100 000 примерака у првој години, одмах захтевајући други и трећи тираж након штампања 35.000 књига. Године 2001. искористила је своју новостечену славу и написала Barefoot Contessa Parties!. Тиражи нове књиге су произвели похвале и високу продају; Barefoot Contessa Family Style следио је 2002. Њена прва и друга књига номиновани су за Награде Џејмс Бирда 2000. и 2002. године, у категорији Куварице за забаву и специјалне прилике.
Њене куварске књиге су направљене у малим димензијама да би се избегао енциклопедијски формат. Са многим фотографијама у боји, укључујући слику на целој страници која је окренута према сваком рецепту, неки критичари тврде да ова метода жртвује простор који би могао да се користи за рецепте. Ипак, њене куварске књиге су добиле позитивне критике; 2005. године кувар Гијада Де Лаурентис именовао је Гартен једним од својих омиљених аутора. Од 2008. године, Гартенине куварске књиге продате су у више од шест милиона примерака. Од октобра 2018. године објавила је једанаест куварских књига.
Њена најновија куварска књига, под називом Cook Like a Pro (Кувај као професионалац), објављена је 23. октобра 2018.

### Food Network
Гартен је 2002. године прешла на први план дебитантским програмом на каналу Food Network. Након успеха са књигама, Гартен је отишла у канал Food Network  и добила понуду да има сопствени телевизијски куварски шоу. Неколико је пута одбацила овај предлог, све док лондонска продукцијска компанија одговорна за емисију Најџеле Лосон није пристала и добила ову понуду. Пристала је касније на сезону са 13 емисија и емисија Barefoot Contessa премијерно је приказана 2002. године на позитиван пријем.
У њеној емисији учествују њен супруг и њихови пријатељи и углавном угошћује само познате личности које су јој пријатељи. Емисија има око милион гледалаца по једној епизоди и то је емисија која је имала највише оцене у оквиру канала.
Када је Марта Сјуарт 2004. године завршила у затвору због оптужби везаних за опструкцију правде у случају трговања деоницама, штампа је Гартен издвојила као могућег наследника.
Године 2005. емисија је номинована за награду Daytime Emmy Award у категорији најбоља емисија. Године 2009. емисија и Гартен поново су номиновани за исту награду у категоријама за најбољи кулинарски програм и најбољег кулинарског домаћина, а Гартен је у другој категорији освојила своју прву Еми награду.
Исте године, Гартен је најавила да је потписала трогодишњи уговор са каналом Food Network за наставак свог куварског шоуа, те ће објавити још две куварске књиге. Гартен је, како се извештава, награђена најуноснијим уговором за једног кулинарског аутора до данас, потписавши вишемилионски уговор за више књига. Такође је неколико пута присиљена да развије сопствени часопис, линију намештаја, сет посуђа и ланац бутика али је одбила ове понуде, рекавши да нема интересовања да додатно усложњава свој живот. Између 2004. и 2005, књиге у Паризу продала је готово 400.000 примерака и попела се на једанаест на листи бестселера Њујорк Тајмса.

### Храна
Гартен је 2006. године лансирала сопствену линију запакованих мешавина за торте, маринаде, сосеве и конзерве, брендираних као Barefoot Contessa Pantry, са својим пословним партнером Франком Њуболдом и у сарадњи са произвођачем хране Stonewall Kitchen. Ова практична храна заснива се на њеним најпопуларнијим рецептурама од почетка, као што су колачи од кокосовог ораха, јело од јаворових каша, манга и корица лимуна. Цене ових предмета су релативно скупе (на пример, препоручена малопродајна цена за једну кутију мешавине за брауни колаче је десет долара), а продају се само преко врхунских посуђа и гурманских трговина. Планира да прошири овај бренд у блиској будућности ако прва линија производа буде веома успешна.

### Остале публикације
Након критичких признања и велике продаје своје прве три куварске књиге, наставила је да пише књиге као и неколико колумни. Такође ради као саветница за забаву, кување и планирање журки за часописе. Часопис „Кућа лепа“, приказивао је месечну колумну о Гартеновој под називом „Питај босоногу контесу“ до 2011. године. У овој колумни она је давала савете за кување, забаву и стил живота као одговор на писма својих читалаца. Покренула је малу линију карата са белешкама и часописима како би употпунила своје књиге, а написала је и предговоре за књиге Bake Shop Cookbook и Rori Trovato's Dishing With Style. Један од њених рецепата, „пилећа печена пилетина са крутонима“, представљен је у „Најбољим америчким рецептима 2005–2006. Још једно од њених јела изабрано је за Тoday's Kitchen Cookbook, компилацију најпопуларнијих рецепата која се налази у дневном информативном програму The Today Show. За Дан захвалности 2010, Гугл је на својој почетној страници представио њене рецепте. У јуну 2012. године отворила је Фејсбук блог, а три недеље касније имала је преко 100.000 пратилаца. У 2019. години удружила се са ауторком Шерил Хафт и илустраторком Џил Вебер на дечјој књизи "Лаку ноћ Бубала", која укључује њен рецепт за кромпириће и представљена је на емисији The Today Show.

## Приватни живот
Њен супруг Џефри Гартен био је подсекретар за трговину за међународну трговину и професор за праксу међународне трговине, финансија и пословања на Јејлу. Сада је декан Јејл школе менаџмента. Такође га често могувидети на њеном шоу-кувању, помажући својој жени у једноставним задацима или у прању прљавог посуђа које је створила. Своје године брака су провели на Менхетну, Источном Хемптону и Паризу. Немају деце.
Гартен је била домаћин домаћице шеснаесте године добротворне манифестације за организацију Planned Parenthood (Планирано родитељство). Њена емисија често приказује наступе својих отворених геј пријатеља и њихових партнера. Иако није изричито ништа изјавила о геј правима или геј заједници уопште, написала је у једној од својих књига: Сви знамо да породице сада нису нужно попут Ози и Харијет (ликови из филма Авантуре Ози и Харијет) ... породица има традиционални контекст, али данас то није тако једноставно као два родитеља са 2 -3 деце ... ради се о везама ... ради се о људима који су повезани љубављу и осећајем да буду одговорни једни за друге ... то су супружници без деце, као што смо Џефри и ја ... то је група жене које се састају да заједно кувају вечеру једном месечно ... то је једнородитељска породица са усвојеном децом ... то су два мушкарца која су заједно направила заједнички живот ... на крају дана, све што имамо је љубав ... добијање љубави, али и још више, осећај љубави
Регистрована је у Њујорку као демократа, Гартен је допринела средствима председничке кампање Џорџа Х. Буша, Била Клинтона, Џона Керија и Барака Обаме.
Гартен такође има фукнцију у Одбору за ревизију дизајна за Источни Хемптон, институција који даје грађевинске дозволе и одобрава архитектонске и дизајнерске пројекте. Одбор жели да заштити историјски округ и унапреди целокупну естетику подручја.

## Критике
Одбор лекара за одговорну медицину критиковао је Гартенову књигу Barefoot Contessa: How Easy Is That? за употребу меса и млечних састојака са високим уделом масти, висококалоричним и високим холестеролом. У одговору, Ерик Фелтен из новина The Wall Street Journal је извештај назвао "нападом на куварске књиге које се усуђују ићи даље".
Познато је да Ина исказује презир према многим уобичајеним састојцима, укључујући коријандер и рендани пармезан. Често, гледаоци су отишли толико далеко да су јој на интернету написали "све купљено у продавници је у реду", са сатиричним тоном.
Гартенова се 2011. нашла под оштром критиком јер је одбила да удовољи захтеву болесног детета преко фондације "Изнеси жељу". Док је то она кривила особље за тај случај, саопштено је да је споменула да нема времена за то. Каснији покушаји Гартеновој да помогне детету били су одбијени.

## Радови

### Књиге
- The Barefoot Contessa Cookbook. ISBN 0-609-60219-5. (1999), Clarkson Potter.
- Barefoot Contessa Parties! Ideas and Recipes For Easy Parties That Are Really Fun (2001)
- Barefoot Contessa Family Style: Easy Ideas and Recipes That Make Everyone Feel Like Family (2002)
- Barefoot in Paris: Easy French Food You Can Make at Home (2004)
- Barefoot Contessa at Home: Everyday Recipes You'll Make Over and Over Again (2006)
- Clarkson Potter (2008). Barefoot Contessa Back to Basics: Fabulous Flavor from Simple Ingredients. ISBN 978-1400054350..
- Clarkson Potter (2010). Barefoot Contessa: How Easy Is That?. ISBN 978-0307238764..
- Barefoot Contessa: Foolproof: Recipes You Can Trust. Clarkson Potter. 2012. ISBN 0307464873. OCLC 776519282.
- Make It Ahead: A Barefoot Contessa Cookbook. Clarkson Potter. 2014. ISBN 978-0-307464880. OCLC 875771003.
- Cooking for Jeffrey: A Barefoot Contessa Cookbook Clarkson Potter. 2016.
- Cook Like a Pro: Recipes and Tips for Home Cooks. Clarkson Potter. 2018. ISBN 978-0804187046. OCLC 1044653154.

### Колумне
- "Entertaining is Fun!" (Martha Stewart Living 1999–present)
- "Entertaining." (O, The Oprah Magazine 2003–present)
- "Ask the Barefoot Contessa." (House Beautiful 2006–present)

### Телевизија
- From Martha's Kitchen: Ina Garten's Kitchen Clambake (2000)
- Barefoot Contessa (2002–present)
- Chefography (2006-2010)
- 30 Rock (2010-2011)